# 如月レオン
如月 レオン（きさらぎ れおん） は、日本の歌手である。所属事務所はローズクリエイト。

## 概要
演歌番組『演歌百撰(制作/関西放送制作)』を皮切りに知名度を上げている。2017年にリリースされた「With Out You・・・」（1stシングル「雨」に収録）をはじめとしてカラオケ配信も行っている。

## ディスコグラフィ
- 雨 / With Out You・・・（発売：2017年2月21日）
- 珈琲ラプソディ（発売：2019年7月31日）[1]

## 出演
- 演歌百撰(BS11、不定期)(制作/関西放送制作)
- 如月レオンの雨やどり(雨宿りではなく「雨やどり(読み方は あまやどり)」が正式タイトル)(ラジオ大阪)(制作/関西放送制作)
  - 「関西放送制作」の持ち時間(14分)の中での放送
  - 番組担当の内田哲也プロデューサーのことを如月レオンは番組内で「元締」と言っている
  - 「PART.1」木曜19:54-20:00(2018年6月7日-2019年2月28日放送)
  - 「PART.1」の頃は「ラジオ大阪」の番組表にも番組名記載
  - 番組開始当初はradikoでは1つの番組として扱われていたがradikoでの番組開始時間が19:55で設定されていたため番組冒頭部分1分間が前番組に入っており聴きづらかったが、後に現在と同じ「前番組(当時は「千田富士夫と高鷹しょうこの今夜は今夜の風が吹く」)」のコーナー番組(19:45-20:00)のような形となる
  - 企画時点の番組タイトルは「如月レオンの今夜も雨が…」(radikoでも当初、この番組名で表示)
  - 2018年8月30日のみ19:45-20:00の拡大版で放送(「L'Arc～en～Ciel/夏の憂鬱」と「TM Network/GetWild」を歌唱)
  - 2019年2月7日の放送で 2月最終週(2月28日)での「PART.1」番組終了告知
  - 2020年1月9日から「PART.2」として再開(木曜19:52頃-20:00)
  - 再開第1回では「今年の正月に餅を喉に詰まらせて掃除機を使って取り除いた話」と「クリスタルキング/愛をとりもどせ(2コーラス歌唱)」を放送。その前の週の1月3日の内田哲也の歌謡特急便木曜日ですに電話出演時にはインタビューのあとに自身の新曲ではなく「ルパン三世のテーマ(Lupin The Third)」を1コーラス歌唱。
  - 「PART.2」ではトーク内容や選曲により「如月ロバート」または「如月シルビア」が登場(登場しない回もあり)
  - 2020年9月3日放送で 9月最終週(9月24日)での「PART.2」番組終了告知